# 梁夢龍
梁夢龍（1527年—1602年），初字應從，又字乾吉、乹吉，號見田、鳴泉，京師真定府真定縣（今河北石家莊市正定縣）人，明朝政治人物，官至吏部尚書、兵部尚書。諡貞敏。

## 生平

### 世宗朝
嘉靖三十一年（1552年），顺天府鄉試中第一百二十六名舉人。嘉靖三十二年（1553年）联捷癸丑科进士，改庶吉士，授任兵科给事中，首次弹劾吏部尚书李默。当时明世宗仰赖李默，不做追究。之后他到陕西核查军事储备，弹劾之前的延綏巡撫王輪、督糧郎中陳燦等人，朝廷对这几任做出罢免、斥责等处分。之后梁夢龍历任戶科右給事中。嘉靖三十六年，升任戶科左給事中、工科左給事中。嘉靖三十八年，任吏科都给事中。恰逢世宗恼怒礼部尚书吴山，梁梦龙与吏部尚书吴鹏一并弹劾罢免吴山，并上奏称：“相臣是否贤明，关系到治政的好坏。请皇上不要拘泥于资格，下令在朝廷公推富于名德宿望的大臣，以光大圣上的治绩。”世宗怀疑众大臣私下有所举荐，责令陈述详情。梁梦龙惶恐认错，于是被剥夺俸禄。
嘉靖四十一年（1562年），改任顺天府府丞。因为京官考核中被人纠弹，他出任任河南副使。黄河在沛县决堤，尚书朱衡提议在徐、邳地区开挖新河，梁梦龙负责此工程，之后屡次升任，擔任陝西左參政。

### 穆宗朝
隆慶二年（1568年），梁夢龍升任山西按察使。隆慶三年，改任河南右布政使。
隆庆四年（1570年），升都察院右佥都御史、巡抚山东。同年秋天，黄河在宿迁决堤，八百艘漕运粮船翻沉。朝廷商议开通海运，并交梁梦龙办理此事。梁梦龙称：
|  | 海道南自淮安至膠州，北自天津至海倉，各有商艇往來其間。自膠州至海倉，島人及商賈亦時出入。臣等因遣人自淮安轉粟二千石，自膠州轉麥千五百石，入海達天津，以試海道，無不利者。由淮安至天津，大要兩旬可達。歲五月以前，風勢柔順，揚帆尤便。況舟由近洋，洋中島嶼聯絡，遇風可依。苟船非朽敝，按占候以行，自可無虞。較元人殷明略故道，安便尤甚。丘濬所稱『傍海通運』，即此是也。請以河為正運，海為備運。萬一河未易通，則海運可濟，而河亦得悉心疏濬，以圖經久。又海防綦重，沿海衞所玩愒歲久，不加繕飭，識者有未然之憂。今行海運兼治河防，非徒足裨國計，兼於軍事有補。 |

奏章下发到户部。部中议论海运废置很久，仓促间很难完全恢复，请求让漕司斟酌着调拨十二万石粮食，从淮河入海，改海运抵达天津。工部提供银两作为海船经费，此事得到明穆宗批准，然而海运最终仍未进行。第二年冬天（隆庆五年），梁梦龙调任右副都御史、河南巡抚。

### 神宗朝
明神宗即位后，张居正掌权，梁梦龙作为他的门生，受到重用，任户部右侍郎。萬曆二年（1574年），改任兵部右侍郎，曾去遼東獎勵有功將士。后遇母喪丁憂，除服后，萬曆五年，擔任兵部左侍郎，同年升任右都御史、總督蓟、辽、保定軍務。李成梁在長定堡大破土蠻，神宗向宗廟報捷，并大加賞賜官員，其中包括梁夢龍的一子入官籍。之後給事中光懋進言，稱這是保定塞內部落，游擊陶承嚳假借犒賚名義襲擊他們，請按照殺害歸順罪名處理。兵部尚書方逢時期間進行調和，梁夢龍等人也請求免除恩廕資格。之後土蠻的三萬騎兵進攻東昌堡，李成梁擊潰對方。而寧前衛再次出現警報，梁夢龍親率三千精兵出山海關支援李成梁，并派兩名參將分別出擊、轉移戚繼光部隊到一片石，迫使敵軍撤退。他先後以永奠堡、丁字泊、馬蘭峪、養善木、紅土城、寬奠、廣寧右屯、錦州、義州、大寧堡等地勝利上報，多次受嘉獎，擔任兵部尚書。又因修築黃花鎮、古北口的長城，加封太子少保，再廕一子擔任錦衣衛世襲千戶。召回兵部任職，后因戰功，加太子太保。
万历十年（1582年）六月，张居正去世，吏部尚书王國光被弹劾罢职，梁梦龙代任。一个月后，御史江东之弹劾梁梦龙曾央求徐爵贿赂冯保谋得吏部官職，并将孙女嫁给冯保弟弟，御史邓练、赵楷隨後再次弹劾他，于是神宗命他退休。梁夢龍在家居住十九年后去世。天启年间，赵南星申述他的边防功绩，赠封少保。崇祯末年，追谥貞敏。

## 家族
祖父梁澤，省祭。父梁相，歲貢生。前母郝氏，母崔氏，继母张氏。弟梁梦熊、梁梦弼（生员）、梁梦龄（生员）。

## 延伸阅读
[在维基数据编辑]
 《明史卷二百二十五》，出自《明史》

| 官衔          | 官衔                                                                             | 官衔        |
| ------------- | -------------------------------------------------------------------------------- | ----------- |
| 前任： 王國光 | 明朝吏部尚書 万历十年壬午 1582年                                                 | 繼任： 嚴清 |
| 前任： 方逢時 | 明朝兵部尚書 万历九年辛巳 - 万历十年壬午 1581年－1582年                          | 繼任： 吳兌 |
| 前任： 楊兆   | 明朝蓟辽总督 萬曆五年十二月癸卯 - 萬曆九年四月丁未 1578年1月28日 - 1581年5月16日 | 繼任： 吳兌 |